# 温尼伯大罢工

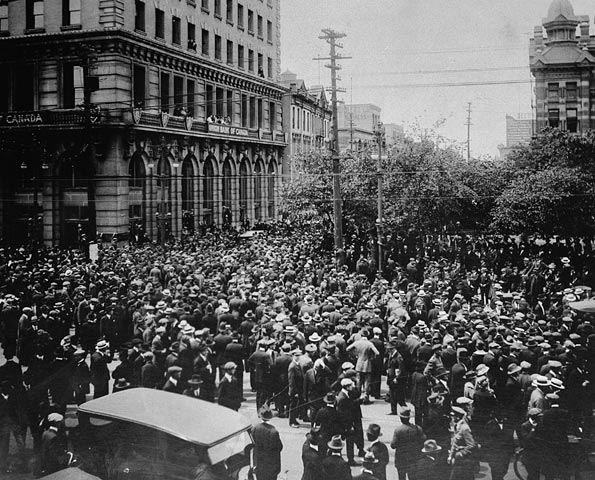
1919年6月21日，罢工群眾聚集在温尼伯舊市政厅门前。

温尼伯大罢工（英語：Winnipeg General Strike），发生于1919年5月，是由加拿大緬尼吐巴省温尼伯工人发动的一次大罢工。这次罢工是加拿大历史上最有影响的罢工之一，并且促进了劳动改革。
第一次世界大战后，加拿大的很多公司通过战争获得了巨额利润，但是工人的工资和工作条件并没有改善。随着战后出现通货膨胀，加拿大工人迫切希望改善薪资和工作条件。1919年4月，温尼伯市冶金业和建筑业工会为增加工资和取得集体合同的权利举行罢工。5月初，温尼伯市职工劳工联合会决定以总罢工给予声援。5月15日，全市总罢工开始，城市陷入瘫痪状态。
6月21日，当罢工工人和支持者在市政厅门前游行时，军警开枪射击，造成流血事件，史称“血腥星期六”。总罢工前后持续1个多月，最终于6月26日结束。